# Olympische Winterspiele 1956/Teilnehmer (Jugoslawien)
| Gelbes Symbol für Goldmedaillen mit stilisierten Olympischen Ringen | Graues Symbol für Silbermedaillen mit stilisierten Olympischen Ringen | Braundes Symbol für Bronzemedaillen mit stilisierten Olympischen Ringen |
| ------------------------------------------------------------------- | --------------------------------------------------------------------- | ----------------------------------------------------------------------- |
| —                                                                   | —                                                                     | —                                                                       |

Jugoslawien nahm an den VII. Olympischen Winterspielen 1956 in der italienischen Gemeinde Cortina d’Ampezzo mit einer Delegation von 17 Athleten in drei Disziplinen teil, davon 12 Männer und 5 Frauen. Keinem Athleten gelang ein Medaillengewinn.

## Teilnehmer nach Sportarten

### Ski Alpin
Männer
- Frank Cvenkelj
Abfahrt: 22. Platz (3:28,5 min)
Riesenslalom: 40. Platz (3:33,7 min)
Slalom: 42. Platz (4:26,9 min)

- Ludvig Dornig
Abfahrt: 29. Platz (3:41,1 min)
Riesenslalom: 47. Platz (3:42,4 min)
Slalom: 28. Platz (4:02,7 min)

- Jože Ilija
Abfahrt: disqualifiziert
Riesenslalom: 51. Platz (3:44,8 min)
Slalom: 43. Platz (4:39,8 min)

Frauen
- Slava Zupančič
Abfahrt: 28. Platz (1:54,5 min)
Riesenslalom: 32. Platz (2:07,9 min)
Slalom: 32. Platz (2:43,5 min)

### Skilanglauf
Männer
- Zdravko Hlebanja
15 km: 43. Platz (56:32 min)
30 km: 42. Platz (2:01:47 h)
4 × 10 km Staffel: 13. Platz (2:33:45 h)

- Matevž Kordež
15 km: 49. Platz (57:09 min)
30 km: 32. Platz (1:57:48 h)
4 × 10 km Staffel: 13. Platz (2:33:45 h)

- Cveto Pavčič
15 km: 47. Platz (56:55 min)
4 × 10 km Staffel: 13. Platz (2:33:45 h)

- Janez Pavčič
15 km: 45. Platz (56:41 min)
30 km: disqualifiziert
4 × 10 km Staffel: 13. Platz (2:33:45 h)

- Štefan Robač
30 km: 45. Platz (2:03:55 h)
50 km: disqualifiziert

Frauen
- Amalija Belaj
10 km: 32. Platz (45:32 min)
3 × 5 km Staffel: 9. Platz (1:18:54 h)

- Nada Birko-Kustec
10 km: 35. Platz (46:03 min)
3 × 5 km Staffel: 9. Platz (1:18:54 h)

- Mara Rekar
10 km: 33. Platz (45:36 min)

- Biserka Vodenlič
10 km: 36. Platz (46:28 min)
3 × 5 km Staffel: 9. Platz (1:18:54 h)

### Skispringen
- Janez Gorišek
Normalschanze: 50. Platz (162,0)

- Janez Polda
Normalschanze: 24. Platz (191,5)

- Albin Rogelj
Normalschanze: 23. Platz (192,5)

- Jože Zidar
Normalschanze: 22. Platz (194,0)